# 판차
판차(만주어: ᡶᠠᠨᠴᠠ Fanca, 한국 한자: 凡察 범찰, ? ~ ? )은 건주여진 오돌리 아이만 사람이다. 먼터무의 동생이다. 먼터무 사후 건주좌위가 되었다.
1437년 명나라에서 먼터무의 아들 충샨을 지휘사로 임명하자 계승권 분쟁이 일어났고, 이는 건주좌위와 건주우위의 분열로 이어졌다. 충샨이 먼터무의 뒤를 이어 건주좌지휘사가 되었고, 판차는 새로 설치된 건주우지휘사가 되었다. 이후 판차가 죽은 뒤 판차의 건주우위는 판차의 아들에게 계승되지 않고 충샨에게 흡수되었다.